# Sije Visser
Sije Visser (Menaldum, 27 de agosto de 1950) é um ex-futebolista neerlandês que atuava como zagueiro.[carece de fontes?] É ídolo do NEC Nijmegen, onde é o recordista com 490 partidas oficiais disputadas pelo clube.

## Carreira
Sije Visser construiu quase toda sua carreira no NEC, que jogou de 1971 a 1986, sendo o recordista de jogos pelo clube em toda a história. Nascido em Manaldum, na província de Frísia, Chegou clube de Nijmegen após destacar-se no modesto clube semiprofissional Hermes DVS. Pelo Nijmegen, foi capitão durante muito tempo, disputou 490 jogos e marcou 22 gols, além dois vice-campeonatos da Copa da Holanda e três rebaixamentos e um titulo da Eereste Divisie de 1973–74 onde clube foi à disputada Eredivisie pela primeira vez, tendo aposentado-se aos 36 anos em 1986.
Devido a sua importância, em 2013 foi um selecionados em uma lista juntamente com outros ídolos do clube da década de 1970 para ser marcado no estádio do clube através de votação de torcedores.

## Títulos

### NEC Nijmegen
- Eereste Divisie: 1973–74